# اسپینسا د لس منترس
اسپینسا د لس منترس (به اسپانیایی: Espinosa de los Monteros) یک شهرستان در اسپانیا است.